# فلتة زمن (فلم)
فلتة زمن (باليابانية: 戦国自衛隊) هو فيلم مغامرة وخيال علمي ياباني، صدر في 1979. الفيلم من إنتاج كادوكاوا بيكتشيرز ‏، ومن توزيع توهو، وهو من إخراج كوسي سايتو ‏، أما السيناريو فكان من كتابة توشيو كاماتا ‏.

## القصة
قصة الفيلم الرئيسية حول السفر عبر الزمن.

## طاقم التمثيل
- هیروکو یاکوشیمارو [الإنجليزية]‏
- Raita Ryū [الإنجليزية]‏
- ایسائو ناتسویاغي [الإنجليزية]‏
- Asao Koike [الإنجليزية]‏
- Kenzō Kawarasaki  [لغات أخرى]‏
- Masao Kusakari [الإنجليزية]‏
- Hiromitsu Suzuki  [لغات أخرى]‏
- سوني شيبا
- Etsuko Shihomi [الإنجليزية]‏
- Tsunehiko Watase [الإنجليزية]‏
- هيرويوكي سانادا
- Jun Etō [الإنجليزية]‏
- هاروكي كادوكاوا [الإنجليزية]‏

## الإنتاج
موسيقى الفيلم التصويرية كانت من تأليف كينتارو هانيدا.

## وصلات خارجية
- مقالات تستعمل روابط فنية بلا صلة مع ويكي بيانات